# 0525
0525 è il prefisso telefonico del distretto di Fornovo di Taro, appartenente al compartimento di Bologna.
Il distretto comprende la parte sud-occidentale della provincia di Parma. Confina con i distretti di Fidenza (0524) a nord, di Parma (0521) a nord-est e a est, della Spezia (0187) a sud, di Rapallo (0185) e di Piacenza (0523) a ovest.

## Aree locali e comuni
Il distretto di Fornovo di Taro comprende 16 comuni compresi nelle 2 aree locali di Borgo Val di Taro (ex settori di Bardi, Bedonia, Berceto e Borgo Val di Taro) e Fornovo di Taro. I comuni compresi nel distretto sono: Albareto, Bardi, Bedonia, Berceto, Bore, Borgo Val di Taro, Calestano, Compiano, Fornovo di Taro, Medesano, Solignano, Terenzo, Tornolo, Valmozzola, Varano de' Melegari e Varsi .